# Чемпионат Японии по кёрлингу среди смешанных команд
Чемпионат Японии по кёрлингу среди смешанных команд — ежегодное соревнование японских смешанных команд по кёрлингу (команда должна состоять из двух мужчин и двух женщин; см. кёрлинг среди смешанных команд). Проводится с 2020 года. Организатором является Ассоциация кёрлинга Японии (яп. 日本カーリング協会, англ. Japan Curling Association).
Победитель чемпионата получает право до следующего чемпионата представлять Японию на международной арене как смешанная сборная Японии.

## Годы и команды-чемпионы
Составы команд указаны в порядке: четвёртый, третий, второй, первый, запасной, тренер; cкипы выделены полужирным шрифтом.
| Год  | Город, даты проведения чемпионата | Золото                                                                                           | Место на чемпионате мира |
| 2020 | Вакканай 28—30 августа            | Okayama CA (префектура Окаяма) Hiroki Yoshioka, Ayaka Yoshioka, Yuji Fukui, Ayano Goto           | не проводился            |
| 2021 | отменён из-за пандемии COVID-19   | отменён из-за пандемии COVID-19                                                                  | не проводился            |
| 2022 | Каруидзава 25—28 августа          | Tokyo Metropolitan Association (Токио) Kai Tsuchiya, Shunta Mizukami, Erika Otani, Kohei Okamura | 5 (2022)                 |
| 2023 | Аомори 24—27 августа              | Team Kono (Хоккайдо) Kantaro Kono, Natsumi Uratake, Yutaro Kasai, Eri Araki                      | 5 (2023)                 |
| 2024 | Вакканай 22—25 августа            | Team Ichitsubo (Токио) Сюн Итицубо, Хинако Хасэ, Takuo Saokawa, Тихиро Токоёда                   | (2024)                   |